# Teodor Kocerka
Teodor Kocerka, född 6 augusti 1927 i Bydgoszcz, död 25 september 1999 i Warszawa, var en polsk roddare.
Kocerka blev olympisk bronsmedaljör i singelsculler vid sommarspelen 1952 i Helsingfors.